# Новожилов, Александр Константинович
Александр Константинович Новожилов (19 февраля 1950 — 1987) — советский хоккеист, защитник.
Всю карьеру провёл в ленинградском СКА в сезонах 1968/69 — 1977/78, занял место Константина Меньшикова. Бронзовый призёр чемпионата СССР 1970/71. Серебряный призёр чемпионата Европы среди юниорских команд 1968 года. Победитель Кубка Шпенглера
1970 и 1971 годов.
Скончался в 1987 году от цирроза печени.